# Коррадо Бенедетті
Коррадо Бенедетті (італ. Corrado Benedetti; 20 січня 1957, Чезена — 15 лютого 2014, Савіньяно-суль-Рубіконе) — італійський футболіст, що грав на позиції захисника. По завершенні ігрової кар'єри — тренер.
Виступав, зокрема, за клуб «Чезена», а також молодіжну збірну Італії.

## Клубна кар'єра
Вихованець футбольної школи клубу «Чезена». Дорослу футбольну кар'єру розпочав 1976 року в основній команді того ж клубу, в якій провів чотири сезони, взявши участь у 112 матчах чемпіонату. Більшість часу, проведеного у складі «Чезени», був основним гравцем захисту команди.
Згодом з 1980 по 1990 рік грав у складі команд клубів «Болонья», «Чезена», «Перуджа», «Катанія», «Тренто» та «Ліворно».
Завершив професійну ігрову кар'єру у клубі Серії C2 «Форлі», за команду якого прові дві гри в сезоні 1989/90 років.

## Виступи за збірну
1977 року провів одну гру у складі молодіжної збірної Італії.

## Кар'єра тренера
Розпочав тренерську кар'єру невдовзі по завершенні кар'єри гравця, 1993 року, очоливши молодіжну команду «рідної» «Чезени». За три роки, у 1996, став головним тренером оснвоної крманди клубу. За результатами першого сезону з новим наствником команда втратила місце у Серії B, проте вже наступного року повернулася до другого дивізіону, а Бенедетті було визнано найкращим тренером серед наставників команд нижчих ліг («Срібна лава»). Залишив «Чезену» 1999 року.
За наступні вісім років встиг попрацювати з командами «Кастель-ді-Сангро», «Пізи», «Беневенто», «Гроссето» та «Перуджі». Останньою дорослою командою тренера Бенедетті була команда «Пістоєзе», якою він керував протягом п'яти останніх турів сезону 2007/08.
2013 року на деякий час повертався до «Чезени», де тренував юнацьку команду.

## Досягнення
- Найкращий тренер Серії C1: 1997—1998